# Mund De Carlo
 Der er for få eller ingen kildehenvisninger i denne artikel, hvilket er et problem. Du kan hjælpe ved at angive troværdige kilder til de påstande, som fremføres i artiklen.

Carlos Demsitz, bedre kendt under kunsternavnet Mund de Carlo, er en dansk rapper. Han er en del af det Nørrebro crewet Struglaz. Mund de Carlo har udgivet musik siden og spillet koncerter siden 2006 sol soloartist og en del af gruppen Binær der også tæller rapperen Trepac og produceren Xeren. Han har derudover deltaget i de to battle-rap formater MC's Fight Night og Rap Slam Battles.  

## Egne Udgivelser
- 2025 - Ahead og Mund de Carlo - "Carlo Ahead"
- 2024 - Mund de Carlo & Mahlstrøm - Sløret EP
- 2023 - Binær - Niveau (album)
- 2021 - Mund de Carlo - Udsving (album)
- 2019 - Binær - Gods (album)
- 2018 - Mund de Carlo - Hovedet på blokken (album)
- 2016 - Binær - Umage (album)
- 2016 - Mund de Carlo - "Ja nej måske"
- 2015 - Mund de Carlo - "Ordene Først"
- 2014 - Mund de Carlo - "Gaden"

- 2014 - Mund de Carlo - "Frit Fald", CD (album) Asilia Media og Struglaz
- 2012 - Mund de Carlo - "Alt før men er ligegyldigt", Vinyl (single), Kontrafon
- 2012 - Mund de Carlo - "Spredehagl", Digital (mixtape), Asilia Media og Struglaz
- 2011 - Mund de Carlo - "Det ta'r tid", CD (EP), Asilia Media og Struglaz
- 2008 - Carlo & Drysse - "Lyset Rammer", Digital (EP), selvudgivet
- 2006 - Mund de Carlo - "Det' Tanken Der Tæller", Digital (EP), selvudgivet[1]

## Medvirker på
- 2017 - Pede B, Mund De Carlo & Mellow "Energi" Digital (album), Sparring
- 2015 - Sultan Den Første: "Omvendt", Digital (single), Sultan Den Første
- 2015 - Boone & Trepac: "De Forkerte Spor", Vinyl (album), Run For Cover Records
- 2015 - Spytbakken 6, Vinyl (mixtape), Echo Out Cph Records
- 2015 - De Dødelige: "Oplev", Digital (EP), Sony Music Entertainment Denmark A/S
- 2015 - Verdensmænd: "Plat", Digital (single), Verdensmænd
- 2014 - Rødder, CD, Mixed Ape Music
- 2014 - Fremad, Digital (mixtape), ArtPeople/Ordet På Gaden
- 2014 - Dødssejleren - "Dødssejleren", Vinyl (album), Echo Out Cph Records
- 2014 - Mund de Carlo - "Holder Mig Vågen", Digital (single), Asilia Media og Struglaz
- 2013 - Aleksander - "Skjulte Smil", Digital (EP), Asilia Media og Struglaz
- 2013 - Casper Milton - "Fuld af Krudt", Digital (single), selvudgivet
- 2013 - Stekt Flesk - "Farveblind", Vinyl (single), Kontrafon
- 2013 - LARSN & Banner - "Videre i Teksten", Digital (album), Got Music
- 2012 - Eco - "Alter", Digital (album), Asilia Media og Struglaz
- 2012 - Spow - "Inden Jeg Sover", Digital (album), selvudgivet
- 2012 - W.O.M.B.A.T - "Børn & Candyfloss", Digital (single)
- 2011 - Holsaae - "Gennemsnitsdansker", Digital (EP), selvudgivet
- 2011 - Mer'ild - "Tryllebundet", Digital (album), Campfire Music
- 2011 - Rapnskralde Vol. 16, CD (mixtape)
- 2010 - Balthasar - Produktet, CD (EP), Asilia Media og Struglaz
- 2010 - Spytbakken Vol. 5, CD (mixtape), Echo Out
- 2009 - Spytbakken Vol. 4, CD (mixtape), Echo Out
- 2009 - Spytbakken Vol. 3. CD (mixtape), Echo Out
- 2009 - Pandekager & Rim, CD (mixtape)
- 2006 - Undergrundens Unerværker, CD (mixtape)
- 2005 - Fokus Clique - 60 til Halsen, CD (LP)

MC's Fight Night
2011 - Vinder af Øst kvalifikationen og nr. 2 ved finalen i Tap1
2010 - Semifinalist i KB hallen
Rap Slam Battles
Mund de Carlo vs. Julaw (2-1) 
Mund de Carlo vs. Rasmus Modsat (3-0) 
Mund de Carlo/Balthasar vs. Humme/Benjah (uden dommere) 
Mund de Carlo vs. Jøden (5-0) 